# Jacob van Manen
Jacob van Manen, né le 15 avril 1752 à Utrecht et mort le 7 novembre 1822 à Rhenen, est un homme politique et écrivain néerlandais.

## Biographie
Jacob van Manen est le fils d'un marchand de tabac d'Utrecht. Il devient tailleur puis traducteur d'ouvrages publiés en allemand. En 1775, il rejoint la société de poésie Volmaekter door den Tijd. Pendant la révolution batave, il est un partisan des idées patriotes et rejoint la société Pro Patria et Libertate, dont il devient secrétaire en 1784. Proche de Quint Ondaatje, il fonde le journal De Vrye Nederlander (« le Néerlandais libre ») en 1785 et devient membre de la milice d'Utrecht. En septembre 1787, les armées prussiennes restaurent le prince Guillaume V d'Orange dans ses pouvoirs de stathouder. Jacob van Manen s'enfuit au Brabant puis, banni par les États généraux en novembre, il s'installe à l'étranger.
En 1792, il rentre dans la province d'Utrecht et s'installe à Renswoude, dont il devient schout. Après l'établissement de la République batave en 1795, il est élu à l'assemblée provisoire d'Utrecht. Le 27 janvier 1796, il est élu député de Zeist à la première assemblée nationale batave. Il est alors nommé à la commission constitutionnelle et est remplacé à l'assemblée par Steven Camp. Bien qu'appartenant à la minorité unitariste, il est considéré parmi les hommes les plus justes et les plus progressistes de cette commission. Il retrouve son siège à sa dissolution, le 10 novembre 1796. Le 2 août 1797, il est élu député d'Utrecht lors du renouvellement de l'assemblée, qu'il préside du 30 octobre au 13 novembre.
Malgré son appartenance au parti unitariste, il est arrêté après le coup d'État unitariste de Pieter Vreede le 22 janvier 1798. Le 3 février, il est emprisonné à la Huis ten Bosch puis à Soestdijk. Libéré le 11 août 1798, il est élu au conseil général du département du Rhin. En 1802, il redevient schout de Rhenen, jusqu'en 1811. À ce titre, il est gardien des digues du district.
Jacob van Manen est nommé inspecteur scolaire d'Utrecht en 1806 et le reste jusqu'à sa mort. En 1811, après l'annexion française, il devient membre du conseil d'arrondissement d'Amersfoort et juge de paix à Rhenen.
Autodidacte, il a reçu plusieurs médailles littéraires pour son œuvre.

## Publications
- Wijsgeerig en geschiedk. onderzoek naar de wettige oppermagt in de Ver. Ned. sedert de afzwering van Philips II (La Haye, 1793)
- Voorstellen, bedenkingen en ontwerpen tot het daarstellen eener constitutie (La Haye 1797)
- Over de zedelijke verbeteringen uit het gebod der liefde tot den naasten ontleend, waarvoor ambachten, kunsten en neringen en vooral de koophandel vatbaar zijn, 1798.
- Verhaal over den voortgang, den invloed der kunsten en wetensch. op de burger-maatschappijen der XIII eeuw (Arnhem)
- Over de reden van 't geringe getal beoefenaars van 't hist. vak der schilderkunst in ons vaderland (1808)
- De oorzaken waardoor ons vaderland in het begin der XVII eeuw in het voortbrengen van voortreffelijke schrijvers, dichters, geleerden en schilders boven andere landen zoo zeer heeft uitgemunt (1818)
- Twee verhaal over de ontginning der onbebouwde gronden in de noordel. prov. door kolonisatie en over het staatk. stelsel der Phoeniciers, Grieken en Romeinen in het uitzenden van volkplantingen (Utrecht, 1821)
- Over de oorzaken van den bloei onzer letteren, dichtkunst en schilderkunst in het begin der XVII eeuw
- Over de weelde van Nederlands inwoners
- Over de levenswijze, gewoonten en zeden onzer voorouderen van de vroegste tijden af tot op het einde der XVIe eeuw.